# Mezőkövesd
Mezőkövesd (prononcé [ˈmɛzøːkøvɛʒd]) est une ville et une commune du comitat de Borsod-Abaúj-Zemplén en Hongrie.